# Leda in labod
Leda in labod je zgodba in tema v umetnosti iz grške mitologije, v kateri bog Zevs v obliki laboda zapeljal (ali v nekaterih različicah posilil) Ledo.  Po poznejši grški mitologiji je Leda rodila Heleno in Polidevka, Zevsova otroka, hkrati pa je rodila Kastorja in Klitajmnestro, otroka njenega moža Tindareja, kralja Šparte. V različici W. B. Yeatsa je subtilno predlagano, da je bila Klitajmnestra, čeprav je hči Tindareja, nekako travmatizirana zaradi tega, kar je labod naredil njeni materi. Po številnih različicah zgodbe je Zevs prevzel podobo laboda in zapeljal Ledo iste noči, ko je spala s svojim možem kraljem Tindarejem. V nekaterih različicah je položila dve jajci, iz katerih so se izvalili otroci.  V drugih različicah je Helena hči Nemeze, boginje, ki je poosebljala katastrofo, ki je čakala tiste, ki trpijo zaradi ponosa Hubrisa.
Tema je bila redko videna v velikem kiparstvu antike, čeprav je bila predstavitev Lede v kiparstvu v sodobnem času pripisana Timoteju; majhne skulpture so se ohranile v ležečih in stoječih pozah  v kamejah in vgraviranih draguljih, prstanih in terakota oljnih svetilkah. Zahvaljujoč literarnim izročilom Ovidija in Fulgencija  je bil to dobro poznan mit skozi srednji vek, vendar se je bolj izrazito pojavil kot klasična tema z erotičnimi prizvoki v italijanski renesansi.

## Eroticizem
Tema je nedvomno svojo priljubljenost v 16. stoletju dolgovala paradoksu, da je bilo sprejemljivejše upodabljanje ženske v dejanju kopulacije z labodom kot z moškim. Najzgodnejše upodobitve prikazujejo ljubezenski par z nekaj eksplicitnosti - bolj kot na vseh upodobitvah človeškega para, ki so jih v istem obdobju ustvarili visokokakovostni umetniki.
Usoda erotičnega albuma I Modi nekaj let kasneje kaže, zakaj je bilo tako. Tema je v renesansi ostala nevarna, kar dokazujejo usode treh najbolj znanih slik na to temo. Najzgodnejše upodobitve so bile vse v zasebnejšem mediju starega tiska in večinoma iz Benetk. Pogosto so temeljile na izjemno kratkem poročilu v Ovidovih Metamorfoz (ki ne pomeni posilstva), čeprav je imel Lorenzo de' Medici rimski sarkofag in starinski izrezljani dragulj, oba z ležečo Ledo.
Najzgodnejša eksplicitna renesančna upodobitev je ena izmed številnih ilustracij lesoreza Hypnerotomachia Poliphili ('Polifilove sanje'), knjige, objavljene v Benetkah leta 1499. Ta prikazuje Ledo in laboda, ki se ljubita z navdušenjem, čeprav sta na vrhu zmagovitega voza, vlečena in obkrožena s precejšnjo množico. Na gravuri Giovannija Battiste Palumba iz leta 1503 je par prikazan v koitusu, vendar na zapuščenem podeželju. Druga gravura, zagotovo iz Benetk, ki jo mnogi pripisujejo Giulioju Campagnoli, prikazuje ljubezenski prizor, toda Ledin odnos je zelo dvoumen. Palumba je naredil še eno gravuro, morda okoli leta 1512, na katero so verjetno vplivale Leonardove skice za njegovo zgodnejšo kompozicijo, na kateri je prikazana Leda, ki sedi na tleh in se igra s svojimi otroki. 
Pomembne upodobitve so bile tudi v manjših dekorativnih umetnostih, tudi zasebnih medijih. Benvenuto Cellini je v začetku svoje kariere naredil medaljon, ki je zdaj na Dunaju, Antonio Abondio pa na sprednji strani medalje, ki je slavila rimsko kurtizano.

## V slikarstvu
Leonardo da Vinci je leta 1504 začel izdelovati slike Lede, ki je z otroki sedela na tleh in ni bila očitno nikoli izvedena. Leta 1508 je naslikal drugačno kompozicijo teme, z golo stoječo Ledo, ki je ljubkovala laboda, z dvema nizoma dojenčkov (tudi golih) dvojčkov in njihovimi ogromnimi zdrobljenimi jajčnimi lupinami. Izvirnik tega je izgubljen, verjetno namerno uničen, nazadnje pa ga je v francoski kraljevski palači Fontainebleau leta 1625 opisal Cassiano dal Pozzo. Vendar je znana iz številnih kopij, med katerimi je verjetno najzgodnejša Spiridonova Leda, morda s strani asistenta studia in zdaj v  Uffizi , in tisto v Wilton House v Združenem kraljestvu. 
Izgubljena in verjetno namerno uničena je tudi Michelangelova tempera slika para, ki se ljubita, ki jo je leta 1529 naročil Alfonso d'Este za svojo palačo v Ferrari in jo leta 1532 odpeljal v Francijo v kraljevo zbirko; bila je v Fontainebleauju leta 1536. Michelangelov karton za delo - podarjena njegovemu pomočniku Antoniju Miniju, ki jo je pred smrtjo leta 1533 uporabil za več izvodov za francoske pokrovitelje - je preživela več kot stoletje. Ta sestava je znana po številnih izvodih, vključno z ambiciozno gravuro Cornelisa Bosa, c. 1563; marmornata skulptura Bartolomea Ammanatija v Bargelu v Firencah; dve kopiji mladega Rubensa na italijanskem potovanju in slika po Michelangelu, ok. 1530, v Narodni galeriji v Londonu. Sestava Michelangela iz leta 1530 prikazuje manieristične tendence raztezanja in zvite poze (figura serpentinata), ki so bile takrat priljubljene. Poleg tega naj bi kiparska skupina, podobna ilustrirani skupini Prado Roman, vsaj do 19. stoletja veljala za Michelangelovo.
Zadnja zelo znana renesančna slika teme je Correggiova dodelana kompozicija c. 1530 (Berlin); tudi ta je bila poškodovana v zbirki Filipa II., vojvode Orleanskega, francoskega regenta Ludvika XV. Njegov sin Louis, čeprav je bil velik ljubitelj slikarstva, je imel občasno krizo vesti glede svojega načina življenja, v katerem je z nožem napadel lik Lede. Škoda je sanirana, vendar popolna obnova prvotnega stanja ni bila mogoča. Tako slike Leonarda kot Michelangela sta izginili tudi v zbirki francoske kraljeve družine in naj bi jih uničile bolj moralistične vdove ali naslednice njihovih lastnikov.
V renesansi je bilo veliko drugih upodobitev, vključno s cikli ilustracij knjig Ovidija, vendar je večina izhajala iz zgoraj omenjenih kompozicij. Tema je ostala večinoma omejena na Italijo in včasih na Francijo - severne različice so redke. Po nekem premoru v 18. in začetku 19. stoletja (poleg zelo čutnega Boucherja) sta Leda in labod v poznih 19. in 20. stoletju z mnogimi simbolističnimi in ekspresionističnimi obdelavami spet postala priljubljen motiv.
Iz te dobe so bile tudi skulpture na temo Antonina Merciéja in Maxa Klingerja.

## V moderni in sodobni umetnosti
Cy Twombly je leta 1962 izvedel abstraktno različico Lede in laboda. Larry Gagosian jo je kupil za 52,9 milijona dolarjev v Christie's maja 2017 na Povojnem in sodobnem umetniškem večeru.
Avantgardni filmski ustvarjalec Kurt Kren je skupaj z drugimi člani Dunajskega akcionističnega gibanja, med katerimi sta Otto Muehl in Hermann Nitsch, leta 1964 posnel filmsko predstavo z naslovom 7/64 Leda mit der Schwan. Film za večino ohranja klasični motiv mlade ženske, ki objema laboda. 
V muzeju palače Jai Vilas Mahal v Gwaliorju v severnem Madja Pradešu v Indiji je marmorni kip Lede in laboda v naravni velikosti.
Ameriška umetnica in fotografinja Carole Harmel je ustvarila serijo Bird (1983), zbirko fotografij pod vplivom Jeana Cocteauja, ko je raziskovala mit Leda in labod v tesno obrezanih, voajerističnih podobah gole ženske in nedoločljivega bitja, podobnega ptici, ki namiguje v intimnosti.
Bristolski muzej in umetniška galerija je razstavil Ledo in laboda Karla Weschkeja, naslikana leta 1986. Umetnostna galerija Winnipeg v Kanadi ima v svoji stalni zbirki keramiko Leda in labod ameriškega umetnika, rojenega na Japonskem Akio Takamorija. Genieve Figgis je leta 2018 po zgodnejšem delu Françoisa Boucherja naslikala svojo različico Leda in labod. Figgisova sodobna različica z mračnim humorjem ustvarja idiličen romantični prizor razkošne igrivosti s temnim humorjem, prizor poglobljenosti in groze. Obstaja skulptura v neonskih lučeh, ki prikazuje Ledo in Laboda v Berlinu, v bližini metro postaje Sonnenallee in hotela Estrel, ki ga je zasnoval AES + F. Fotograf Charlie White je v svojo serijo And Jeopardize the Integrity of the Hull vključil portret Lede. Zevs kot labod se pojavlja le metaforično.

## V poeziji
Pierre de Ronsard je napisal pesem La Défloration de Lède, ki jo je morda navdihnil Michelangelo, ki ga je morda dobro poznal. Kot mnogi umetniki si tudi on predstavlja, kako kljun prodira v Ledino nožnico.
Leda in labod je sonet Williama Butlerja Yeatsa, prvič objavljen v Dialu leta 1923. V kombinaciji psihološkega realizma in mistične vizije opisuje labodovo posilstvo Lede. Aludira tudi na trojansko vojno, ki jo bo izzvala ugrabitev Helene, ki jo bo Zevs rodil z Ledo (skupaj s Kastorjem in Polidevkom, v nekaterih različicah mita). Iz enega od Ledinih jajc naj bi se izvalila tudi Klitajmnestra, ki je ubila svojega moža Agamemnona, vodjo Grkov v Troji. Pesem redno hvalijo kot eno Yeatsovih mojstrovin. Camille Paglia, ki je pesem imenovala »največja pesem dvajsetega stoletja«, in dejala, da so »vsa človeška bitja, tako kot Leda, iz trenutka v trenutek ujeta v 'hitenje' izkušenj. Za Yeatsa je edino odrešenje oblikovanost in mirnost umetnosti.«
Nikaragovskega pesnika Rubéna Daría poem Leda iz leta 1892 vsebuje posreden opis posilstva, ki ga nadzira bog Pan.
H. D. (Hilda Doolittle) je leta 1919 napisala pesem z naslovom Leda, za katero menijo, da je napisana z vidika Lede. Opis spolnega dejanja, ki se dogaja, se zdi skoraj čudovit, kot da bi se Leda strinjala.
V pesmi Moč in slava z albuma Louja Reeda Magic and Loss iz leta 1992 se Reed spominja izkušenj, ko je videl, kako njegov prijatelj umira zaradi raka in se sklicuje na mit, »Videl sem izotope, vnesene v njegova pljuča / poskušal ustaviti širjenje raka / In pomislil sem na Ledo in laboda / in zlato narejeno iz svinca«. 
Sylvia Plath aludira na mit v svoji radijski igri predstavi Tri ženske, napisani za BBC leta 1962. V predstavi so predstavljeni glasovi treh žensk. Prva je poročena, ki obdrži svojega otroka. Druga je tajnica, ki doživi splav. Tretji glas, deklica, ki je noseča in zapusti svojega otroka, omenja »velikega laboda s svojim strašnim videzom, ki prihaja proti meni«, in nakazuje, da je bila deklica posiljena. Predstava govori o nepovezanosti žensk v družbi in izzivih družbenih pričakovanj glede poroda.

## V literaturi
Nekaj omemb mita je predstavljenih v romanih Angele Carter, med drugim Noči v cirkusu in Čarobna igračka. V zadnjem romanu mit oživi v obliki predstave, v kateri je prestrašena mladenka prisiljena v akt Lede v spremstvu velikega mehaničnega laboda.
V knjigi Dorothee Benton Frank iz leta 2016  All Summer Long  se omenjata Leda in labod.
Mit je omenjen tudi v romanu Revolucionarna cesta Richarda Yatesa iz leta 1962. Lik Frank Wheeler, poročen z April Wheeler, po seksu s pisarniško tajnico premišljuje, kaj naj reče, ko odhaja: »Ali se je labod opravičil Ledi? Se je orel opravičil? Se je lev opravičil? Hudiča ne!«

## V modernih medijih
Različica zgodbe Leda in labod je temeljni mit v kanadskem futurističnem trilerju Orphan Black, ki je bil predvajan v petih sezonah od 2013 do 2017. Korporacija z genskim inženiringom ustvarja vrsto ženskih klonov (Leda) in serijo moških klonov (Kastor), ki so tudi bratje in sestre, saj izvirajo iz ene matere, ki je himera z moškimi in ženskimi genomi.

## Moderna cenzura
Aprila 2012 je policija umetniški galeriji v Londonu v Angliji naročila, naj odstrani sodobno razstavo Lede in laboda. [31] Zadevni zakon je bil odstavek 63 Zakona o kazenskem pravosodju in priseljevanju iz leta 2008, ki obsoja »nasilno pornografijo«, ki jo je vlada Laburistične stranke vložila v obdobju 2005–2010.

## Galerija
- Risba Cornelisa Bosa po izgubljenem Michelangelovem originalu
- Leda in labod kopija Giovanni Francesco Melzi po izgubljeni sliki Leonarda da Vincija, 1508–1515, olje na platnu, galerija Uffiz], Firence.
- Leda in labod, oglje, gvaš na papirju. (Ulpiano Checa)
- Leda in labod. (Georg Pencz)
- "Basen o Ledi" (Leda in labod), Eugenio Cajés (kopija Correggio), Muzej Prado, Madrid, Španija.
- Leda in Zevs spremenjen v laboda, Palazzo Nuovo (Kapitolski muzeji), Rim.
- Leda in labod, Benvenuto Cellini
- Leda in labod, François Boucher, 1740.
- Leda in labod, Jean-Léon Gérôme, 1895
- Leda in labod, Fernando Botero, 1996
- Leda in labod, Massimiliano Soldani, 1725